# Entschließung des Europäischen Parlaments zur Bedeutung des europäischen Geschichtsbewusstseins für die Zukunft Europas (2019/2819 (RSP))
Die Entschließung des Europäischen Parlaments zur Bedeutung des europäischen Geschichtsbewusstseins für die Zukunft Europas (2019/2819 (RSP)) ist eine Entschließung des Europäischen Parlaments vom 19. September 2019. Anlass war das Gedenken an den 80. Jahrestag des Beginns des Zweiten Weltkrieges am 1. September 1939, dem Tag des Überfalls der deutschen Wehrmacht auf Polen.
Der Entschließung lag der gemeinsame Entschließungsantrag der drei größten Parlamentsfraktionen Europäische Volkspartei (EVP), Progressive Allianz der Sozialdemokraten (S&D) und Renew Europe – vormals die Fraktion der Allianz der Liberalen und Demokraten für Europa (ALDE) – sowie der zweitkleinsten Fraktion Europäische Konservative und Reformer (EKR) zugrunde.
535 Abgeordnete stimmten für die Entschließung, 66 dagegen und 52 enthielten sich der Stimme.

## Ähnliche Dokumente
Die Entschließung weist zu Beginn auf zahlreiche ältere Dokumente ähnlichen Inhalts hin wie die Europaratsresolution 1481 (2006) zur Notwendigkeit der internationalen Verurteilung von Verbrechen totalitärer kommunistischer Regime, die Prager Erklärung oder den Rahmenbeschluss zur strafrechtlichen Bekämpfung bestimmter Formen und Ausdrucksweisen von Rassismus und Fremdenfeindlichkeit vom 28. November 2008.

## Inhalt
Einerseits verurteilt die Resolution das Wiedererstarken rechter, faschistischer Parteien in Europa. Andererseits setzt sie den aus seinem Selbstverständnis heraus menschenverachtenden und rassistischen Nationalsozialismus gleich mit dem Sowjetkommunismus und bezeichnet den am 23. August 1939 abgeschlossenen Hitler-Stalin-Pakt als den Ausgangspunkt des Zweiten Weltkrieges.
Sie erinnert unter Hinweis auf die Grundwerte der Europäischen Union daran, „dass das nationalsozialistische und das kommunistische Regime Massenmorde, Völkermord und Deportationen durchführten und im 20. Jahrhundert einen in der Geschichte der Menschheit nie dagewesenen Verlust an Menschenleben und Freiheit verursachten“ und „verurteilt in aller Schärfe die Akte der Aggression, die Verbrechen gegen die Menschlichkeit und die massenhaften Menschenrechtsverletzungen, die von Nationalsozialisten, Kommunisten und anderen totalitären Regimen begangen wurden.“
Eine gemeinsame Erinnerungskultur und kulturelle Bildungsmaßnahmen aller Mitgliedstaaten zu den im Zweiten Weltkrieg begangenen Gräueltaten sollen die Widerstandskraft – insbesondere der jüngeren Generation – gegen aktuelle Bedrohungen der Demokratie stärken. Es gelte, „die Vielfalt unserer Gesellschaft und unsere gemeinsame Geschichte zu fördern.“ Das Dokument weist auch darauf hin, dass es im öffentlichen Raum einiger Mitgliedstaaten (z. B. in Parks, auf Plätzen oder in Straßen) noch immer Denkmäler und Gedenkstätten gibt, die totalitäre Regime verherrlichen, was der Verfälschung historischer Tatsachen über die Ursachen, den Verlauf und die Folgen des Zweiten Weltkriegs Tür und Tor öffnet.
Zusammenfassend verurteilt die Entschließung sämtliche Ausdrucksformen und jegliche Verbreitung totalitärer Ideologien wie des Nationalsozialismus und Stalinismus in der Europäischen Union.

## Kritik
Sowohl die Gleichsetzung des Nationalsozialismus mit dem Kommunismus und dem Sozialismus als auch die Darstellung, der Hitler-Stalin-Pakt sei der Ausgangspunkt des Zweiten Weltkrieges, hat Kritik in der gesellschaftlichen Linken hervorgerufen. Attac bezeichnete die Erklärung als Geschichtsfälschung und als „skandalöse Relativierung der deutschen Verantwortung für den Krieg“.